# Kévin Dupuis
Kévin Dupuis (Marseille, 14 januari 1987) is een Franse voetballer die bij voorkeur als aanvaller speelt. Hij verruilde in juli 2014 KV Kortrijk voor FC Lausanne-Sport.

## Carrière

### Jeugd
Kévin Dupuis leerde voetballen bij de plaatselijke topclub Olympique Marseille. Hij slaagde niet bij de jeugd en stapte na drie jaar over naar het bescheiden Burel FC. Daar groeide hij al gauw uit tot een sterkhouder en leider. Het leverde hem in 2001 de interesse op van AS Monaco, Toulouse FC, FC Sochaux-Montbéliard, RC Lens en SC Bastia. Hij koos uiteindelijk voor de jeugdopleiding van Toulouse. In 2004 werd hij opgeroepen voor de nationale ploeg onder 17 jaar.

### Toulouse
In 2007/08 maakte de grote aanvaller de overstap naar het eerste elftal van Toulouse. Dupuis mocht in zowel de beker als de UEFA Cup zich twee keer bewijzen. Tot een grote doorbraak kwam het echter niet. Dupuis testte vervolgens bij Vannes OC, in de hoop uitgeleend te worden. Tot een uitleenbeurt kwam het niet, waarna Toulouse hem verhuurde aan derdeklasser Rodez AF. Bij Rodez vond de Fransman meteen zijn draai. Toulouse haalde hem in de zomer van 2009 terug. Hij kwam zes keer in actie in de Ligue 1, maar de club maakte duidelijk dat hij andere oorden mocht opzoeken.

### Châteauroux
Dupuis kreeg aanbiedingen van verscheidene tweedeklassers. Hij tekende op 16 juni 2010 een contract voor twee seizoenen bij LB Châteauroux. Onder trainer Didier Tholot kreeg de Franse spits regelmatig speelkansen. In zijn eerste seizoen was hij goed voor acht doelpunten. In 2012 liep zijn contract af.

### KV Kortrijk
Op 17 mei 2012 tekende Dupuis een contract voor drie seizoenen bij KV Kortrijk. Hij nam net als bij Châteauroux het rugnummer 9 aan, maar zou niet als basisspeler mogen starten aan het seizoen. Zijn debuut voor de Belgische club kwam er op 11 augustus 2012, de match tegen Sporting Charleroi. Hij verving Ismaïla N'Diaye in de 82e minuut.

## Statistieken
| Seizoen | Club              | Land        | Reeks              | Wed | Goals |
| ------- | ----------------- | ----------- | ------------------ | --- | ----- |
| 2006/07 | Toulouse B        | Frankrijk   | CFA                | 6   | 3     |
| 2007/08 | Toulouse FC       | Frankrijk   | Ligue 1            | 0   | 0     |
| 2008/09 | → Rodez AF        | Frankrijk   | National           | 24  | 4     |
| 2009/10 | Toulouse FC       | Frankrijk   | Ligue 1            | 6   | 1     |
| 2010/11 | LB Châteauroux    | Frankrijk   | Ligue 2            | 26  | 8     |
| 2011/12 | LB Châteauroux    | Frankrijk   | Ligue 2            | 15  | 4     |
| 2012/13 | KV Kortrijk       | België      | Jupiler Pro League | 15  | 0     |
| 2013/14 | → LB Châteauroux  | Frankrijk   | Ligue 2            | 25  | 5     |
| 2014/15 | FC Lausanne-Sport | Zwitserland | Challenge League   | 19  | 4     |
|         |                   |             | Totaal             | 96  | 21    |